# Köttsjön, Jämtland
Köttsjön är en sjö i Ragunda kommun i Jämtland och ingår i Indalsälvens huvudavrinningsområde. Sjön har en area på 1,18 kvadratkilometer och ligger 334 meter över havet. Sjön avvattnas av vattendraget Gilleran.

## Delavrinningsområde
Köttsjön ingår i det delavrinningsområde (702494-151110) som SMHI kallar för Utloppet av Köttsjön. Medelhöjden är 394 meter över havet och ytan är 7,11 kvadratkilometer. Räknas de 10 avrinningsområdena uppströms in blir den ackumulerade arean 119,39 kvadratkilometer. Gilleran som avvattnar avrinningsområdet har biflödesordning 2, vilket innebär att vattnet flödar genom totalt 2 vattendrag innan det når havet efter 144 kilometer. Avrinningsområdet består mestadels av skog (69 procent). Avrinningsområdet har 1,18 kvadratkilometer vattenytor vilket ger det en sjöprocent på 16,6 procent.